# 엥구레시

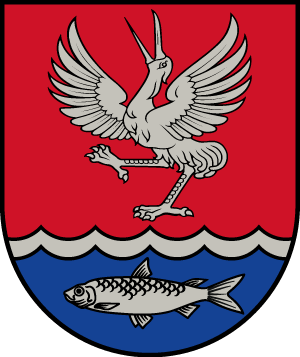
시 문장

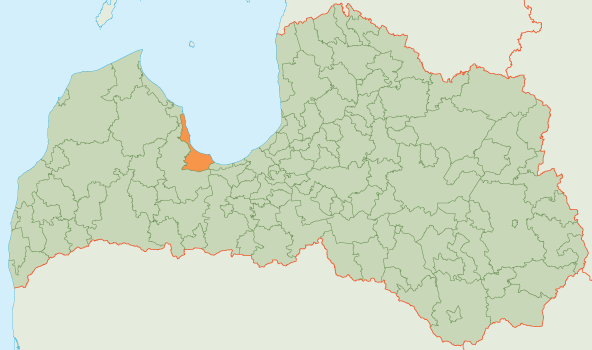
엥구레 시의 위치

엥구레시(라트비아어: Engures novads)는 라트비아의 지방 자치체로 행정 중심지는 스마르데이며 면적은 397.9km2, 인구는 8,058명(2009년 기준), 인구 밀도는 20명/km2이다. 3개 교구를 관할한다.